# Insel
 (mai 2023).
 (mai 2023).
Insel est une maison d'édition allemande fondée en 1901 à Leipzig, par Alfred Walter Heymel. La maison s'appelle d'abord Die Insel (L'Île) puis Insel verlag. En 2010, elle déménage à Berlin.
De 1905 à 1950, Insel est dirigée par Anton Kippenberg.
Dans son livre-témoignage Le Monde d'hier. Souvenirs d'un Européen, publié en 1941 peu avant son suicide, Stefan Zweig écrit :
« Mais ce qui fut plus important pour moi, c’est un autre asile … la maison d’édition qui, trente ans durant, a gardé et fait réussir toute mon œuvre. Un tel choix est décisif dans la vie d’un auteur et je n’en aurais pu faire de plus heureux.

Quelques années auparavant un poète amateur de l’espèce la plus cultivée avait conçu le projet de ne pas employer son argent à entretenir une écurie de chevaux de course, mais de le consacrer à une entreprise qui servît les valeurs spirituelles. Alfred Walter Heymel, insignifiant en tant que poète, résolut de fonder en Allemagne, où l’édition repose principalement sur une base commerciale, une maison qui, sans égard au profit matériel et même préparée à subir des pertes constantes, tiendrait comme règle déterminante pour la publication d’un ouvrage non pas les chances de vente, mais sa valeur intrinsèque. Les lectures purement récréatives, de si bon rapport qu’elles pussent être, devaient demeurer exclues, en revanche on accueillerait les choses les plus subtiles et les moins accessibles.
Ne publier que des œuvres où s’attestait la plus pure volonté d’art dans une forme impeccable, telle était la devise de cette maison d’édition très exclusive et qui ne visa d’abord à atteindre que le public restreint des vrais connaisseurs ; dans sa fière volonté de demeurer dans l’isolement, elle s’intitula d’abord Die Insel (L’Île) et plus tard Inselberg. Rien ne devait s’y imprimer conformément aux principes professionnels en usage, mais chaque ouvrage devait recevoir une présentation extérieure qui répondît à l’excellence de son contenu. Ainsi chaque volume avec son frontispice, sa disposition typographique, le choix des caractères, du papier, constituait dans son individualité un problème toujours nouveau ; même les prospectus et le papier à lettres étaient l’objet d’un soin passionné dans cette maison ambitieuse. Je ne me souviens pas d’avoir découvert en trente ans une seule faute d’impression dans un de mes livres, ou dans une lettre de la maison d’éditions une ligne corrigée ; tout, même les détails infimes, avait l’ambition d’être exemplaire.
Les œuvres lyriques de Hofmannsthal et celles de Rilke, paraissaient conjointement aux Éditions de l’« Île » et, par leur présence, la plus haute qualité d’une œuvre était d’emblée posée comme seule valable. On peut se re- présenter ma joie et ma fierté d’être honoré à vingt-six ans du droit de cité permanent dans cette « Île ». Le fait de paraître là représentait extérieurement la promotion à un rang plus élevé de la hiérarchie littéraire, mais en même temps il vous obligeait moralement à vous montrer plus sévère pour vous-même. Celui qui pénétrait dans ce cercle choisi devait s’astreindre à une discipline et à une retenue toutes nouvelles, ne devait se permettre aucun relâchement, aucune hâte journalistique, car le monogramme des Éditions de l’Île garantissait d’emblée à ses milliers et plus tard à ses centaines de milliers de lecteurs la qualité intrinsèque de l’œuvre, comme aussi la perfection exemplaire de l’impression.
Or un auteur ne peut rien souhaiter de plus heureux que de tomber jeune sur une jeune maison d’édition et de voir son influence croître avec la sienne ; seul un tel développement solidaire peut créer un lien organique et vivant entre lui, son œuvre et le monde. Une amitié des plus cordiales m’unit bientôt au directeur des Éditions de l’Île, le professeur Kippenberg, et elle se fit encore plus étroite par notre mutuelle compréhension de nos pas- sions de collectionneurs, car la collection goethéenne de Kippenberg se développait parallèlement à l’enrichissement de ma collection d’autographes, jusqu’à devenir durant ces trente ans la plus monumentale qu’il ait été donné à un particulier de rassembler.

J’ai reçu de lui de précieux conseils et tout aussi souvent de précieux avertissements de m’abstenir, et moi, de mon côté, grâce à ma vue d’ensemble sur les littératures étrangères, j’ai pu lui faire des suggestions intéressantes ; c’est ainsi que la Librairie de l’Île (Inselbücherei) qui, avec ses millions d’exemplaires, a construit une sorte de ville mondiale autour de la « tour d’ivoire » et a fait de l’Île la maison d’édition allemande la plus représentative, est née d’une proposition que j’ai faite. Après trente ans nous nous trouvâmes dans une situation tout autre qu’à nos débuts : la petite entreprise était devenue une des plus formidables maisons d’éditions, et l’auteur, qui n’atteignait à ses débuts qu’un cercle très restreint, était l’un des plus lus d’Allemagne. Et réellement il a fallu une catastrophe mondiale et la force d’une loi brutale pour dénouer cette union si heureuse et si naturelle pour l’un et pour l’autre. Je dois avouer qu’il m’a été plus facile de quitter foyer et patrie que de ne plus voir sur mes livres le monogramme si familier. »

## Liens externes

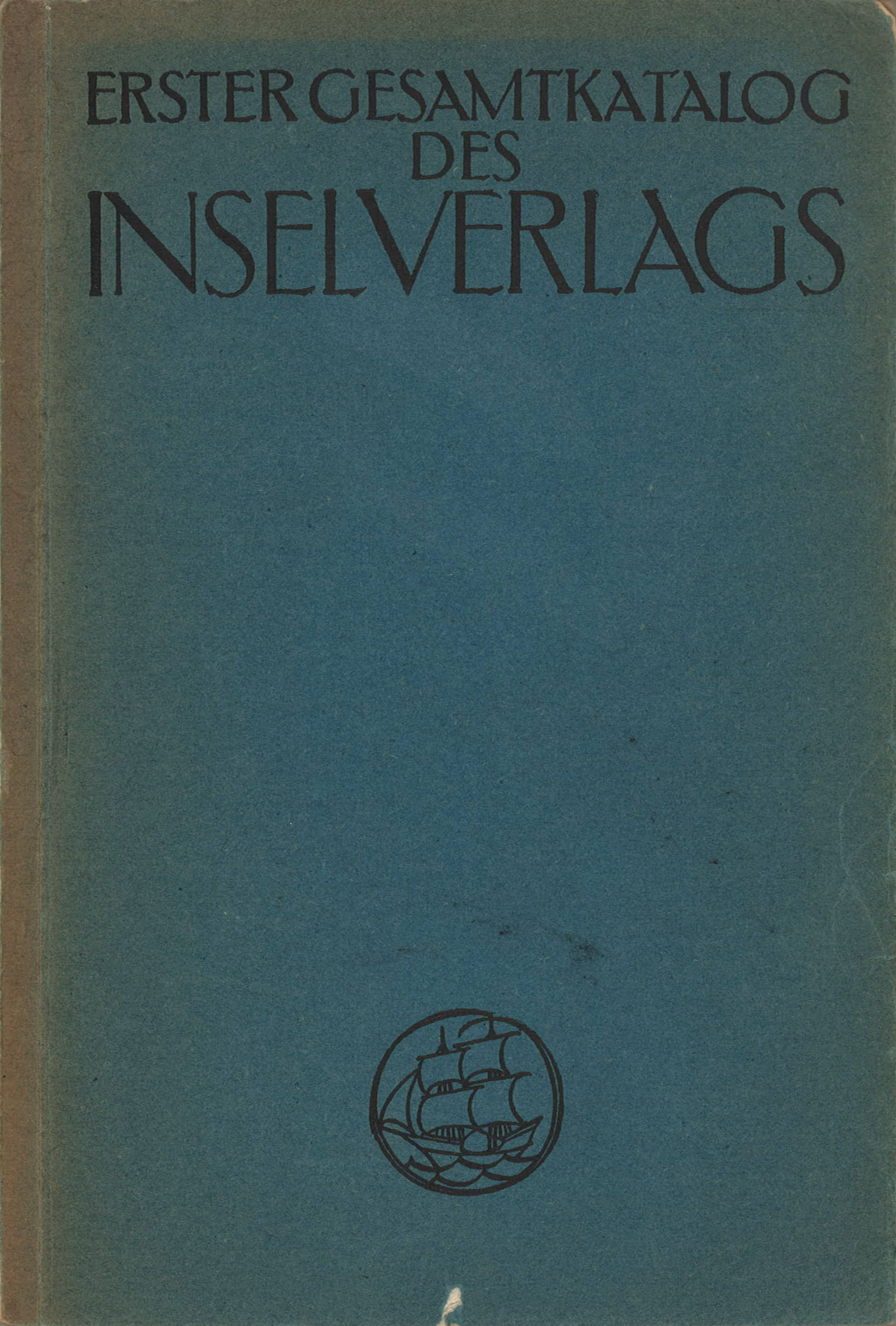
Premier catalogue général (1913). En bas, le logo de l'entreprise.